# Scott Hiley
Scott Patrick Hiley (sinh ngày 27 tháng 9 năm 1968 tại Plymouth) Anh là một cựu cầu thủ bóng đá người Anh chơi ở vị trí hậu vệ, dành phần lớn sự nghiệp ở Exeter Cịty.

## liên kết ngoại
- Scott Hiley tại Soccerbase